# Partido Trabalhista Brasileiro
Der Partido Trabalhista Brasileiro (PTB) war eine Partei in Brasilien mit Sitz in Brasília.

## Geschichte
Die Brasilianische Arbeiterpartei wurde am 15. Mai 1945 von Anhängern des damaligen brasilianischen Präsidenten Getúlio Vargas gegründet, nachdem das Ende seiner Diktatur bevorstand. Die Partei, gegründet vor allem, um den Zuwachs der Kommunistischen Partei aufzuhalten und den 1950 erneut zum Präsidenten gewählten Vargas zu unterstützen, wuchs schnell. Unterstützung erhielt die PTB von den Gewerkschaften. Zwischen 1945 und 1962 wurde die PTB zur drittstärksten Kraft im Land, nach der sozialdemokratisch ausgerichteten PSD (Partido Social Democrático) und der national-demokratischen Union (União Democrática Nacional – UDN). Bei den Kongresswahlen 1962 konnte sie die zweitstärkste Kraft UDN sogar überflügeln.
Nach dem Tode Vargas’ im Jahr 1954 wurde João Goulart zur zentralen Figuren der Partei. Als Juscelino Kubitschek de Oliveira 1955 zum Präsidenten gewählt wurde, wurde Goulart Vizepräsident. Diese Koalition wurde 1960 bestätigt. 1961 wurde Goulart nach dem Rücktritt des neuen Präsidenten Jânio Quadros sogar Präsident und die PTB war auf dem Höhepunkt ihrer Macht angekommen. 1964 stürzte das Militär die Regierung Goulart mit einem Staatsstreich, verbot die PTB und untersagte wichtigen Mitgliedern der Partei die Ausübung politischer Mandate. Die daraus resultierende Militärdiktatur hielt bis 1985 an.
Die Partei wurde am 3. November 1981 von Ivete Vargas, der Nichte des Präsidenten Getúlio Vargas, erneut gegründet und ist liberaler ausgerichtet als die Vorgängerpartei. Ivete Vargas wurde erste Vorsitzende. Gegenwärtig ist Roberto Jefferson Parteivorsitzender. Jefferson wurde im Mensalão-Skandal wegen Geldwäsche und passiver Bestechung schuldig befunden.

## Galerie – Personen der Parteigeschichte

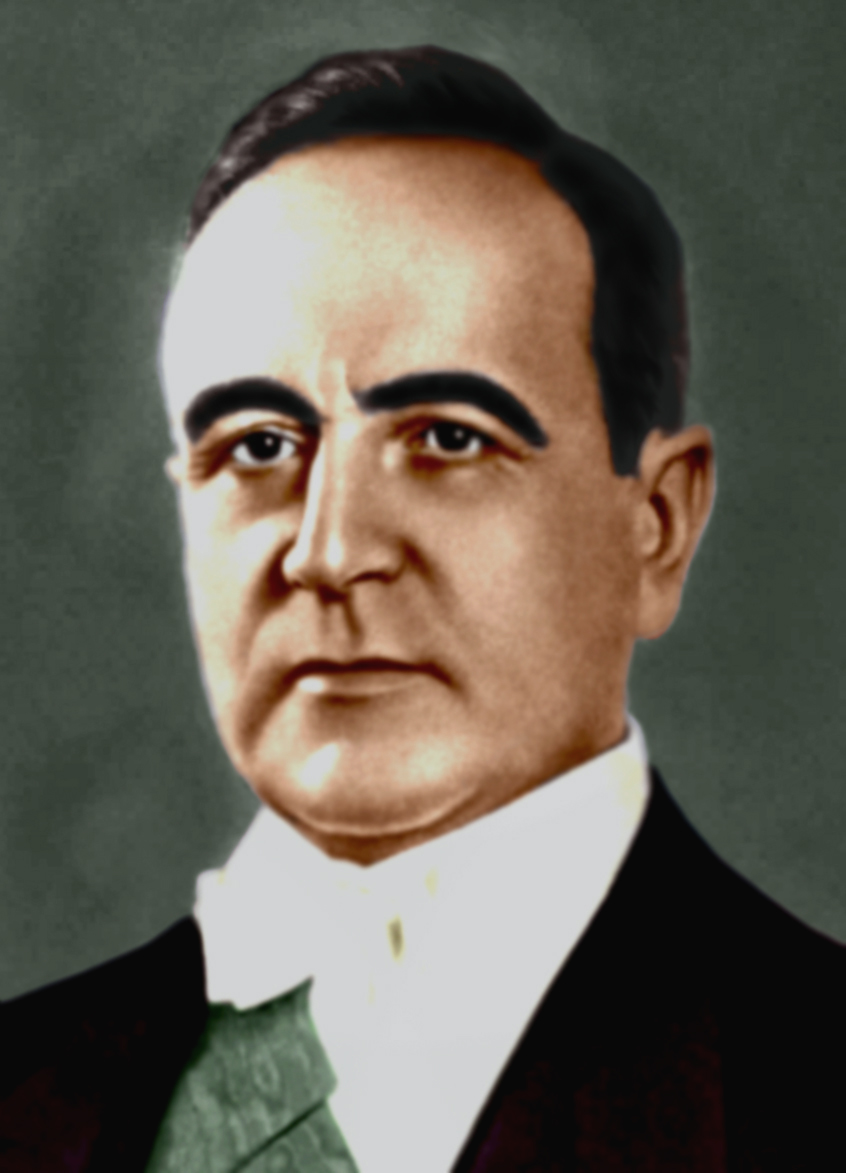
Getúlio Vargas
Joõa Goulart
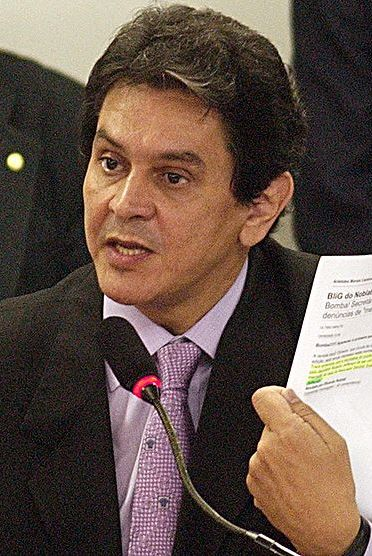
Roberto Jefferson